# Tochnit Dalet
Tochnit Dalet (hebrejsky: תוכנית ד׳, doslova Plán Dalet, Plán D) byl soubor několika vojenských akcí provedených na jaře 1948 počátkem první izraelsko-arabské války, respektive během takzvané občanské války v Palestině, krátce před koncem britského mandátu nad Palestinou, před vznikem státu Izrael, židovskými jednotkami Hagana. Jeho cílem bylo ovládnout některé oblasti osídlené Araby, které ale byly podle plánu na rozdělení Palestiny z roku 1947 začleněny do židovského státu.

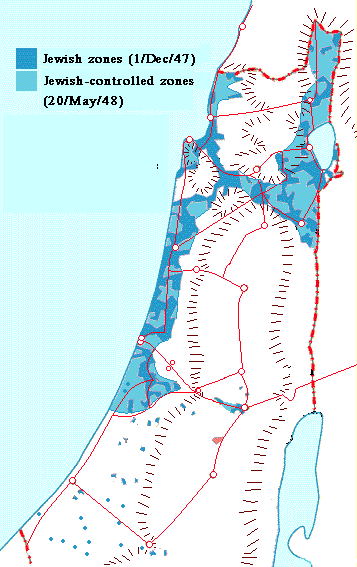
Oblasti pod židovskou kontrolou v prosinci 1947 (tmavě modré plochy) a v květnu 1948, po realizaci Plánu Dalet (světle modré plochy)

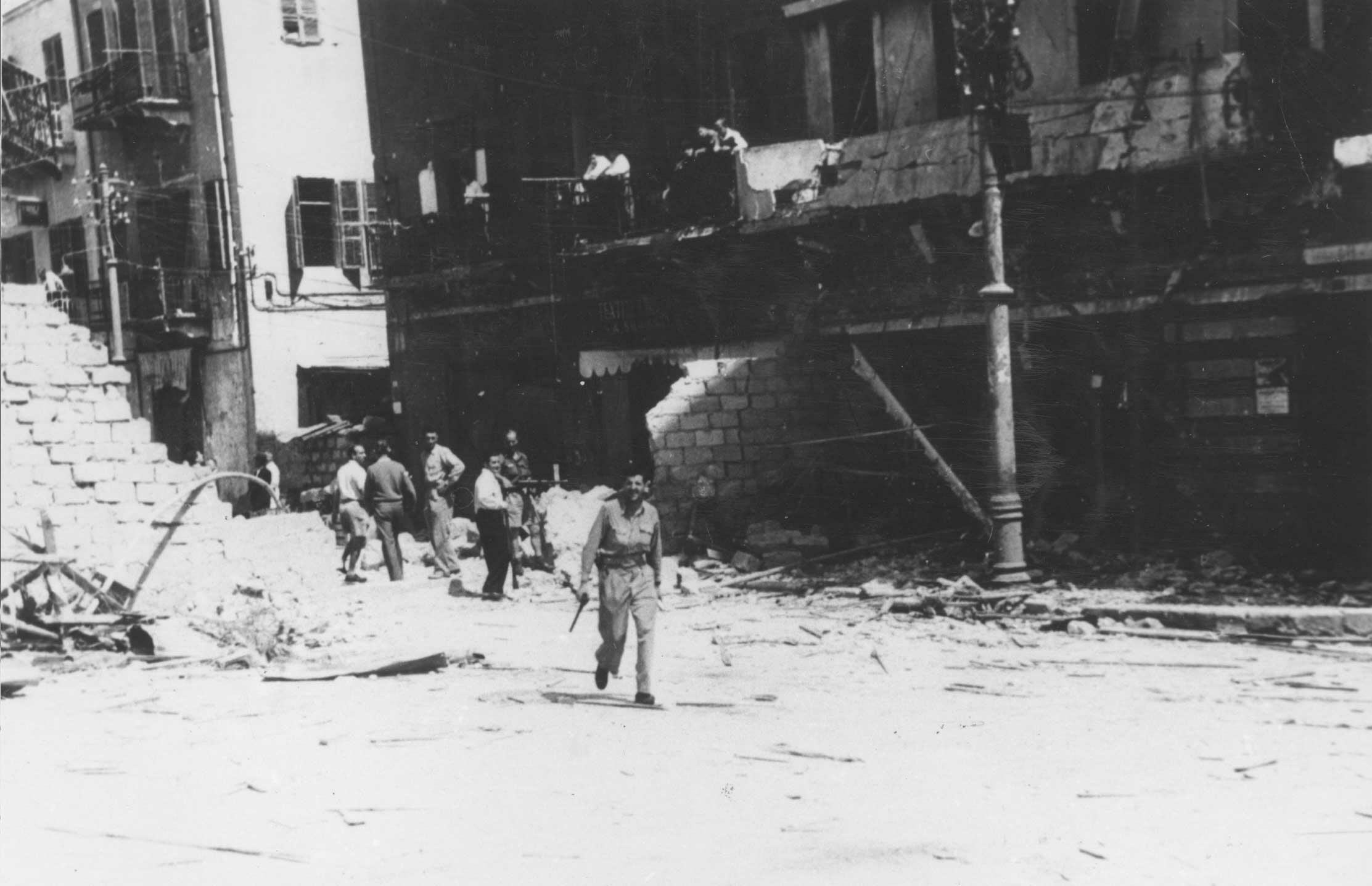
Dobytí Haify

Během dubna a května 1948 už britským silám v Palestině zbývaly jen týdny či dny a Židé i Arabové se připravovali na další fázi válečného konfliktu, který měl mít stále více rysy konvenční války. Arabové ovšem do konce britského mandátu dávali přednost jen drobným válečným akcím a preferovali pasivní ostřelování židovských dopravních tepen. Mezitím Židé systematicky posilovali své jednotky Hagana, které v polovině května dosáhly početního stavu 40 000 lidí. Spadaly pod ně i elitní profesionální jednotky Palmach. Plán D zformuloval Jigal Alon. Počítal s nutností rychle využít odchod britských jednotek a obsadil klíčové body v zemi a ještě před vznikem nezávislého židovského státu tak utvořit územně souvislou oblast židovské kontroly. Stažení Britů probíhající postupně zároveň vytvářelo ještě před oficiálním koncem britského mandátu v Palestině oblasti, kde se již fakticky dalo mluvit o suverénní židovské (či arabské vládě). V rámci Plánu Dalet proto došlo k sérii židovských útoků, při kterých se například již v polovině dubna 1948 dostalo pod židovskou kontrolu město Tiberias. Z města odešla celá arabská populace, která byla pod dohledem Britů eskortována do Zajordánska. Plán Dalet tak znamenal zrychlení arabského exodu z Palestiny. Koncem dubna 1948 Alon spustil v rámci Plánu Dalet Operaci Jiftach, na jejímž konci Židé dobyli celý Safed, koncem dubna padla v Operaci Bi'ur Chamec do židovského držení Haifa (zde část arabské populace zůstala). Paralelně s tím proběhla Operace Ben Ami, která znamenala dobytí města Akko. Analogicky Židé ovládli Bejt Še'an a okolí (Operace Gide'on). Na přelomu dubna a května probíhala Operace Chamec, spočívající v okupaci arabských sídel jižně od Tel Avivu, v zázemí města Jaffa a pak počátkem května Operace Barak dále na jih odtud. Samotná Jaffa nebyla zpočátku terčem Plánu Dalet, počítalo se pouze s její izolací. Koncem dubna se jednotky Irgun pokusily o ofenzívu proti Jaffě, ale byly odraženy a do záležitosti se navíc zapojili Britové, kteří odmítli tolerovat pád Jaffy. Arabský exodus z města probíhal ovšem dál a Jaffa nakonec padla 13. května. Současně došlo k rozšíření židovského teritoria i směrem k obleženému Jeruzalému, kde Operace Nachšon a Operace Har'el dokázaly udržet úzký koridor v Judských horách a dobýt několik zdejších arabských vesnic. Operace Jevusi pak mírně rozšířila židovskou oblast Jeruzaléma.